# Длихчево-Сабляр
Дли́хчево-Сабля́р (болг. Длъхчево-Сабляр) — село в Кюстендильській області Болгарії. Входить до складу общини Невестино.

## Населення
За даними перепису населення 2011 року у селі проживали 10 осіб.
Розподіл населення за віком у 2011 році:
Динаміка населення: